# Stadio Brianteo
Stadio Brianteo, od roku 2020 je ze sponzorských důvodů znám jako U-Power Stadium je fotbalový stadion v italském městě Monza, v regionu Lombardie. Byl otevřen v roce 1988 a hraje zde fotbalový klub Monza. Také zde jsou ragbyové zápasy a zde vystupují muzikanti z celého světa.

## Historie
Stadion byl postaven na severovýchodním okraji města, který nahradil malý Stadio Gino Alfonso Sada, který se nachází blízko centra. Slavnostně otevřen byl 28. srpna 1988 u příležitosti zápasu italského poháru proti Římu (2:1). Kapacita stadionu byla 18 568 diváků, což odpovídalo ambicím se stát klubem pro nejvyšší ligu.
V roce 2001 bylo kvůli bezpečnosti uzavřeny dvě tribuny a byla tak zničena kapacita. V roce 2014 se tehdejší majitel klubu Monzy Anthony Armstrong Emery, zadal projekt architektonickému studiu v Segrate.. Jenže zůstalo to jen na papíře, protože majitel uprchl do Dubaje, aby unikl mezinárodnímu zatykači vydanému britskými úřady, čímž de facto klub zkrachoval. Mezi koncem roku 2014 a začátkem roku 2015, kdy klub neúspěšně přecházel z ruky do ruky různým majitelům, se stav stadionu zhoršoval: neplacení energií vedlo k přerušení dodávek plynu a elektřiny.
Vše se změnilo v roce 2018, když klub koupila společnost Fininvest, společnost Berlusconiho (bývalí majitel Milána). Ten začal okamžitě investovat ve výši 5 milionů Euro (později zvýšena na 9). Práce byli za pochodu klubu. Klub hrál na rozestavěném stadionu a nakonec byl bezpečný, byly vystaveny nové vnitřní místnosti, byl otevřen bar pod centrální tribunu a také nové prostory šaten. V druhé polovině roku 2019 se zásahy soustředily na tribunu (s instalací 5 000 nových bílo-červených sedadel tvořících nápis AC MONZA, otevřením 4 skyboxů) a nové osvětlovací systém pro choreografické světelnou show.
Ve druhé polovině roku 2020 byly dokončeny jak intervence naplánované na toto období, tak ty, jejichž začátek byl naplánován na květen 2020 a které byly odloženy z důvodu vypuknutí pandemie covidu-19. Byl obnoven čtvrtý sektor tribun, což umožnilo navýšení kapacity na 9 999 míst. Za těchto okolností byl trávník také přepracován, poté oceněn jako druhý nejlepší terén v Serii B 2020/21.
Dne 4. září 2020 se klub rozhodl podepsat sponzorskou smlouvu se společností U-Power působící v sektoru obuvi a pracovních oděvů, která převzala práva na pojmenování tohoto stadionu a přejmenovala jej na U-Power Stadium.
V létě 2022, po prvním historickém povýšení Monzy do Serie A, začal nový zásah, který v průběhu 50 dnů vedl také k obnovení použitelnosti východní tribuny, aby se kapacita zvýšila na 15 039 míst v souladu kritérii.